# Johann Ernst Eberlin
Johann Ernst Eberlin (Jettingen, (Alta Àustria), 27 de març, 1702 - Arquebisbat de Salzburg, 21 de juny, 1762), va ser un compositor i organista alemany.

## Biografia
Eberlin va rebre la seva educació escolar a partir de 1712, especialment la seva primera formació musical al col·legi jesuïta de Sant Salvator d'Augsburg. Georg Egger li va ensenyar música i Balthasar Siberer (1679–1757) l'orgue. De 1721 a 1723, Eberlin va estudiar dret a la Universitat Benedictina de Salzburg. El 1723 va interrompre els estudis sense graduar-se.
El 1726 va entrar al servei de l'arquebisbe de Salzburg, Franz Anton von Harrach, com a organista de quarta classe. Va arribar al punt culminant de la seva carrera quan l'arquebisbe Andreas Jakob von Dietrichstein el va nomenar organista de primera classe i director musical de la cort. Com a tal, no només era l'encarregat de fer l'acompanyament musical a la litúrgia a la catedral, sinó que també era obligada la seva participació a la música de taula.
També havia de compondre i interpretar concerts i obres de teatre de la cort. Entre els seus contemporanis hi havia Leopold Mozart, Wolfgang Amadeus Mozart (del qual va ser professor de vegades), Anton Cajetan Adlgasser i Ignatz Anton von Weiser. Eberlin va influir en molts músics simplement a través del seu enorme treball compositiu.
Amb la seva obra, Eberlin va combinar hàbilment les tradicions del barroc tardà amb nous elements estilístics. Artísticament, es va situar entre Heinrich Biber i Johann Michael Haydn. A més de misses i ofertoris, Eberlin també va compondre música instrumental i òperes (cap de les quals ha sobreviscut). També va proporcionar el disseny musical dels teatres escolars de la Universitat Benedictina de Salzburg.

## Treballs (selecció)
- Toccata|Toccaten i Fugen[2]
- Messe (Música)
- Kantaten
- Rèquiem
- Psalmen
- Oratorium
  - Giuseppe riconosciuto (dècada de 1750)
  - Das Leiden unsers Heilandt Jesu Christi (Salzburg 1755)
  - Die Heilige Helena auf dem Schedelberg (Salzburg probablement entre 1753 i 1763)
- Schulspiele
- Opern
  - Demofoonte (1759)
  - Demetrio (1760)
  - Ipermestra (1761/63)